# CUFFS
CUFFS是日本成人遊戲公司和品牌，最初從F&C公司脫離後，在Studio Line（スタジオライン）公司協助下於2005年時成立CUFFS公司，公司創立者為原F&C公司的原畫家☆画野朗與腳本家殿池大輔，2005年8月5日推出該公司第一款遊戲《樱花结》（さくらむすび）。除主要品牌CUFFS外，尚有姊妹品牌Sphere及CUBE和MintCUBE，所屬之編劇家、腳本家以及畫師，也會協同參與製作作品。

## 作品

### CUFFS
- 2005年8月5日：樱花结（さくらむすび）
- 2006年8月11日：ワンコとリリー（日语：ワンコとリリー）
- 2007年4月27日：アメサラサ 〜雨と、不思議な君に、恋をする〜（日语：アメサラサ 〜雨と、不思議な君に、恋をする〜）
- 2007年8月17日：（Comic Market72限量發行）
- 2008年1月25日：Garden
- 2011年6月24日：CAFE SOURIRE（日语：CAFE SOURIRE）

### Sphere
第一款遊戲緣之空於2010年10月4日由feel.動畫化。
- 2008年12月5日：緣之空（ヨスガノソラ）
- 2009年9月25日：悠之空（ハルカナソラ）
- 2012年8月31日：妹之形（イモウトノカタチ）
- 2013年6月28日：Berry's

### CUBE
- 2009年9月25日：夏之雨（夏ノ雨）
- 2011年9月30日：your diary
- 2012年11月30日：倉野家的雙子事情（倉野くんちのふたご事情）
- 2014年5月30日：your diary+H
- 2014年11月28日：戀愛少女的笨拙舞台（恋する彼女の不器用な舞台）[3]
- 2016年2月26日：間宮家的五子事情（間宮くんちの五つ子事情）
- 2017年11月24日：
- 2020年3月27日：獻給神明般的你（神様のような君へ）
- 2021年4月30日：
- 2022年5月27日：
- 2022年8月26日：
- 2022年11月25日：
- 2023年9月29日：

### MintCUBE
- 2015年2月27日：甜蜜戀愛糖漿 ～以羞恥戀心為甘神大人準備的戀之祭典～（あま恋シロップス〜恥じらう恋心でシたくなる甘神様の恋祭り〜）[4]
- 2017年1月27日：人氣聲優的養成方法（人気声優のつくりかた）
- 2018年4月27日：

### Sonora
- 2019年2月22日：我的未來是戀愛與課金。 ～Charge To The Future～（～Charge To The Future～）
- 2019年9月27日：同班的偶像同學。Around me is full by a celebrity.（同じクラスのアイドルさん。Around me is full by a celebrity.）
- 2020年11月27日：響野家是色情遊戲店！（響野さん家はエロゲ屋さん！）
- 2021年11月26日：ウチはもう、延期できない。

### CloverGAME
- 2023年12月22日：こあくまちゃんの誘惑っ！
- 2025年3月28日：すれ違う兄妹の壊れる倫理観
- 2025年5月30日：メイドちゃんは迷途ちゅう

## 外部連結
- CUFFS OFFICIAL HOMEPAGE（页面存档备份，存于）（日語）
- CUBE的X（前Twitter）（日語）